# Barbalho (Salvador)
O Barbalho é um tradicional bairro de classe média localizado no Centro da cidade de Salvador, na Bahia, no Brasil.
O nome do bairro vem das terras que, antigamente, pertenciam a Luiz Barbalho Bezerra.
O bairro tem localização estratégica central em Salvador e tem, como bairros vizinhos, os bairros de Nazaré e Santo Antônio Além do Carmo. Está localizado na Região Administrativa Centro (I)

## Demografia
Foi listado como um dos bairros mais perigosos de Salvador, segundo dados do Instituto Brasileiro de Geografia e Estatística (IBGE) e da Secretaria de Segurança Pública (SSP) divulgados no mapa da violência de bairro em bairro pelo jornal Correio em 2012. Ficou entre os mais violentos em consequência da taxa de homicídios para cada cem mil habitantes por ano (com referência da ONU) ter alcançado o nível mais negativo, com o indicativo de "mais que 90", sendo um dos piores bairros na lista.